# Hagebüchen
Hagebüchen ist eine Hofschaft in Halver im Märkischen Kreis im Regierungsbezirk Arnsberg in Nordrhein-Westfalen (Deutschland).

## Lage und Beschreibung
Hagebüchen liegt südlich des Halveraner Hauptortes auf 410 Meter über Normalnull am Rande des Waldgebiets Bommert. Die Nachbarorte sind Hagebücherhöh, Wilhelmshöh, Wegerhof, Auf der Mark und Schulten Hedfeld.
Der Ort ist über eine Nebenstraße zu erreichen, die bei Hagebücherhöh von der Landesstraße L284 abzweigt und die Ortschaften im südlichen Halver anbindet. In Hagebüchen entspringt der Hagebüchener Siepen, ein Zufluss des Schultenhedfelder Bachs.
Westlich vom Ort befindet sich das ehemalige Grubenfeld Ennepe.

## Geschichte
Hagebüchen wurde erstmals 1552 urkundlich erwähnt, die Entstehungszeit der Siedlung wird aber im Zeitraum zwischen 1300 und 1400 in der Folge der zweiten mittelalterlichen Rodungsperiode vermutet. Vermutlich ist Hagebüchen ein Abspliss von Burg.
1818 lebten zehn Einwohner im Ort. 1838 gehörte Hagebüchen der Bommerter Bauerschaft innerhalb der Bürgermeisterei Halver an. Der laut der Ortschafts- und Entfernungs-Tabelle des Regierungs-Bezirks Arnsberg als Hof kategorisierte Ort besaß zu dieser Zeit drei Wohnhäuser, zwei Fabriken bzw. Mühlen und drei landwirtschaftliche Gebäude. Zu dieser Zeit lebten 13 Einwohner im Ort, allesamt evangelischen Glaubens.
Das Gemeindelexikon für die Provinz Westfalen von 1887 gibt eine Zahl von 16 Einwohnern an, die in drei Wohnhäusern lebten.
Nördlich von Hagebüchen verlief auf der Trasse der heutigen Landesstraße L284 eine Altstraße von Köln über Wipperfürth, Halver, Lüdenscheid, Werdohl und Arnsberg nach Soest, ein mittelalterlicher (nach anderen Ansichten frühgeschichtlicher) Handels-, Pilger- und Heerweg. Aus diesem Grund finden sich nordwestlich von Hagebüchen im Waldgebiet Bommert Hohlwegbündel und den Weg sperrende Landwehren.